# برگ دکارتی

فولیوم دکارت (سبز) با مجانب (آبی) وقتی a = ۱.

برگ دکارتی یا فولیوم دکارت در هندسه به منحنی جبری گفته می‌شود که توسط معادله زیر تعریف شده‌است:
{\displaystyle x^{3}+y^{3}-3axy=0\,} .
حلقه‌ای را در ربع اول با یک نقطه مضاعف در مبدأ و مجانب تشکیل می‌دهد
{\displaystyle x+y+a=0\,} .
دربارهٔ آن متقارن است {\displaystyle y=x} .
این نام از کلمه لاتین folium به معنای " برگ " گرفته شده‌است.
این منحنی به همراه پرتره‌ای از دکارت در سال ۱۹۶۶ بر روی تمبر آلبانیایی نمایش داده شد.